# Riikka Talvitie
Riikka Talvitie, född 13 september 1970 i Vanda, är en finländsk tonsättare och oboist. 
Talvitie var elev till bland andra Paavo Heininen, Gérard Grisey, Aale Lindgren och Sven-Erik Paananen. Hon är aktiv i organisationen Ung nordisk musik och medlem av tonsättarföreningen Korvat auki. Hon är en moderat modernist med ett lyriskt färgat "postexpressionistiskt" tonspråk med öppningar även mot det tonala. I produktionen finns bland annat talrika vokalverk, till exempel Tulen värinä för manskör (2002) och Présent crénelé för sopran, piano och ljudband (2003) samt oboekonserten Tululuikku (2002).